# Cútar
Cútar es un municipio español de la provincia de Málaga, Andalucía, situado en el interior de la comarca de la Axarquía, a unos 40 km de la ciudad de Málaga. 
En 2016 contaba con una población de 598 habitantes. Sus habitantes son conocidos como cutareños. Su término municipal tiene una extensión de 20 km².
Cútar fue codiciada ya en sus orígenes por su importante producción de aceite y uvas pasas de finísimo sabor. Existen varios yacimientos arqueológicos en la Peña de Hierro que testimonian asentamientos prehistóricos, como un poblado y una necrópolis.

## Toponimia
En el término municipal se han encontrado restos arqueológicos que evidencian que allí hubo asentamientos humanos desde fines del Neolítico hasta comienzos de la Edad del Bronce. Sin embargo las primeras noticias escritas de Cútar proceden de fuentes árabes, donde aparece citada como Qūṭa o Aqūṭa. A pesar de ello, hay autores que han establecido el origen el vocablo en árabe: كَوتْرَ‎, Cautzar o Kawthar, que en la tradición islámica es el nombre del río que atraviesa el Paraíso. Como núcleo urbano podría haber nacido al calor de una fortaleza árabe, ya desaparecida, llamada Ḥinṣ Aqūṭ o Castillo Agudo, que estuvo dominada por el rebelde muladí Omar ibn Hafsún y de la que habría recibido su nombre según otros autores.

## Geografía
Cútar está situado en las laderas del cerro del mismo nombre, rodeado de un paisaje que desciende de los cerros y lomas áridas pobladas de olivos y vid, a los valles fértiles de los ríos de la Cueva y Cútar, también llamado Paomé, entre los que destaca la pedanía de Salto del Negro.
El término municipal de Cútar limita al norte y al sur con los municipios de El Borge y Almáchar; al noroeste, con Riogordo; al oeste, con Comares; al este , con Benamargosa y La Viñuela; y al nordeste con el municipio de Periana.

### Clima
- Temperatura media: 17 °C
- Horas de sol al año: 2880 h/año
- Precipitaciones: 560 L/m2

### Urbanismo
El casco urbano de origen árabe, ofrece una bella panorámica de calles empinadas y serpenteantes. La blancura que reflejan las fachadas de sus casas hacen que parezca una joya incrustada en la ladera del monte. Está dividido en cuatro barrios principales: el Alto, el Bajo, Barrio de la Fuente y de la Ermita. Enclavada en la parte más alta del pueblo encontrará la Iglesia de Nuestra Señora de la Encarnación (siglo XVI), y al sur del pueblo encontrará una fuente árabe, única por sus características en la provincia de Málaga.

## Historia
Su posición geográfica ha favorecido la presencia del hombre en estas tierras desde la época prehistórica, sobre todo en las terrazas del río de la Cueva y la Peña del Hierro. No obstante, los primeros datos que se conocen del asentamiento actual corresponden a la época árabe. 
Formó parte de la taha de Comares, al amparo de su castillo, muy próximo, y desde el cual se divisan perfectamente sus tierras. Gozó, como toda la zona, de gran prosperidad económica, gracias fundamentalmente a la exportación de la pasa, hasta la rebelión morisca, tras la cual corrió la misma suerte que otros pueblos de la zona.
Muchos investigadores ven en Cútar el escenario donde tuvo lugar la Batalla de la Axarquía, en la que los cristianos sufrieron un gran descalabro. De esa época queda la "Leyenda del Ave de la Muerte". La tradición oral cuenta que en los campos del entorno se producían extrañas muertes y que fue un cazador quien desveló el misterio. Una noche el cazador se vio sorprendido por una aparición en forma de ave que se convirtió en mujer, quién se llevó al cazador a un palacio de cristal situado en una cueva en lo más profundo de una cañada. Una vez en el interior, el cazador descubrió en una habitación los cuerpos de los desaparecidos en extrañas circunstancias. Para salir de allí, le dijo a la mujer que quería ver las estrellas, fuera esgrimió su daga como si fuera una cruz y así salió vivo de su aventura.

## Geografía humana

### Demografía
Cuenta con una población de 587 habitantes (INE 2024).
| Gráfica de evolución demográfica de Cútar entre 1842 y 2021                                                           |
| |
| Población de derecho según los censos de población del INE. Población de hecho según los censos de población del INE. |

| Nacionalidad | Hombres | Mujeres | Total | %     | Proporción |
| ------------ | ------- | ------- | ----- | ----- | ---------- |
| Española     | 232     | 189     | 421   | 71.3% |            |
| Extranjera   | 77      | 92      | 169   | 28.6% |            |

### Economía

#### Evolución de la deuda viva municipal
| Gráfica de evolución de Deuda viva del Ayuntamiento de Cútar entre 2008 y 2019                                |
| |
| Deuda viva del Ayuntamiento de Cútar en miles de Euros según datos del Ministerio de Hacienda y Ad. Públicas. |

## Política y administración
Desde el restablecimiento de la democracia en España, Cútar estuvo gobernado por el Partido Socialista Obrero Español, hasta el año 1999, cuando ganó las elecciones el Partido Popular, que mantiene la alcaldía hasta la actual legislatura (2011-2015). En esta legislatura sólo los dos partidos anteriores tienen representación, con 3 y 4 concejales respectivamente.

### Resultado de las elecciones municipales de 2023
| Candidatura     | Candidatura                              | Votos | %                               | Escaños                         |
| --------------- | ---------------------------------------- | ----- | ------------------------------- | ------------------------------- |
|                 | Partido Popular (PP)                     | 187   | 55,16                           | 4                               |
|                 | Partido Socialista Obrero Español (PSOE) | 148   | 43,66                           | 3                               |
| Votos en blanco | Votos en blanco                          | 4     | 1,18                            | n/a                             |
| Votos válidos   | Votos válidos                            | 339   | 100                             | 7                               |
| Votos nulos     | Votos nulos                              | 7     | Participación: \| \| 73,62 % \| | Participación: \| \| 73,62 % \| |
| Votantes        | Votantes                                 | 346   | Participación: \| \| 73,62 % \| | Participación: \| \| 73,62 % \| |
| Electores       | Electores                                | 470   | Participación: \| \| 73,62 % \| | Participación: \| \| 73,62 % \| |
|                 | 73,62 %                                  |       |                                 |                                 |

| Periodo   | Nombre                       | Partido |
| --------- | ---------------------------- | ------- |
| 1979-1983 | Rafael Pineda Pineda         | PSOE-A  |
| 1983-1987 | Rafael Pineda Pineda         | PSOE-A  |
| 1987-1991 | Rafael Pineda Pineda         | PSOE-A  |
| 1991-1995 | Rafael Pineda Pineda         | PSOE-A  |
| 1995-1999 | Rafael Pineda Pineda         | PSOE-A  |
| 1999-2003 | Francisco Javier Ruiz Mérida | PP      |
| 2003-2007 | Francisco Javier Ruiz Mérida | PP      |
| 2007-2011 | Francisco Javier Ruiz Mérida | PP      |
| 2011-2015 | Francisco Javier Ruiz Mérida | PP      |
| 2015-2019 | Francisco Javier Ruiz Mérida | PP      |
| 2019-2023 | Francisco Javier Ruiz Mérida | PP      |

## Cultura

### Patrimonio

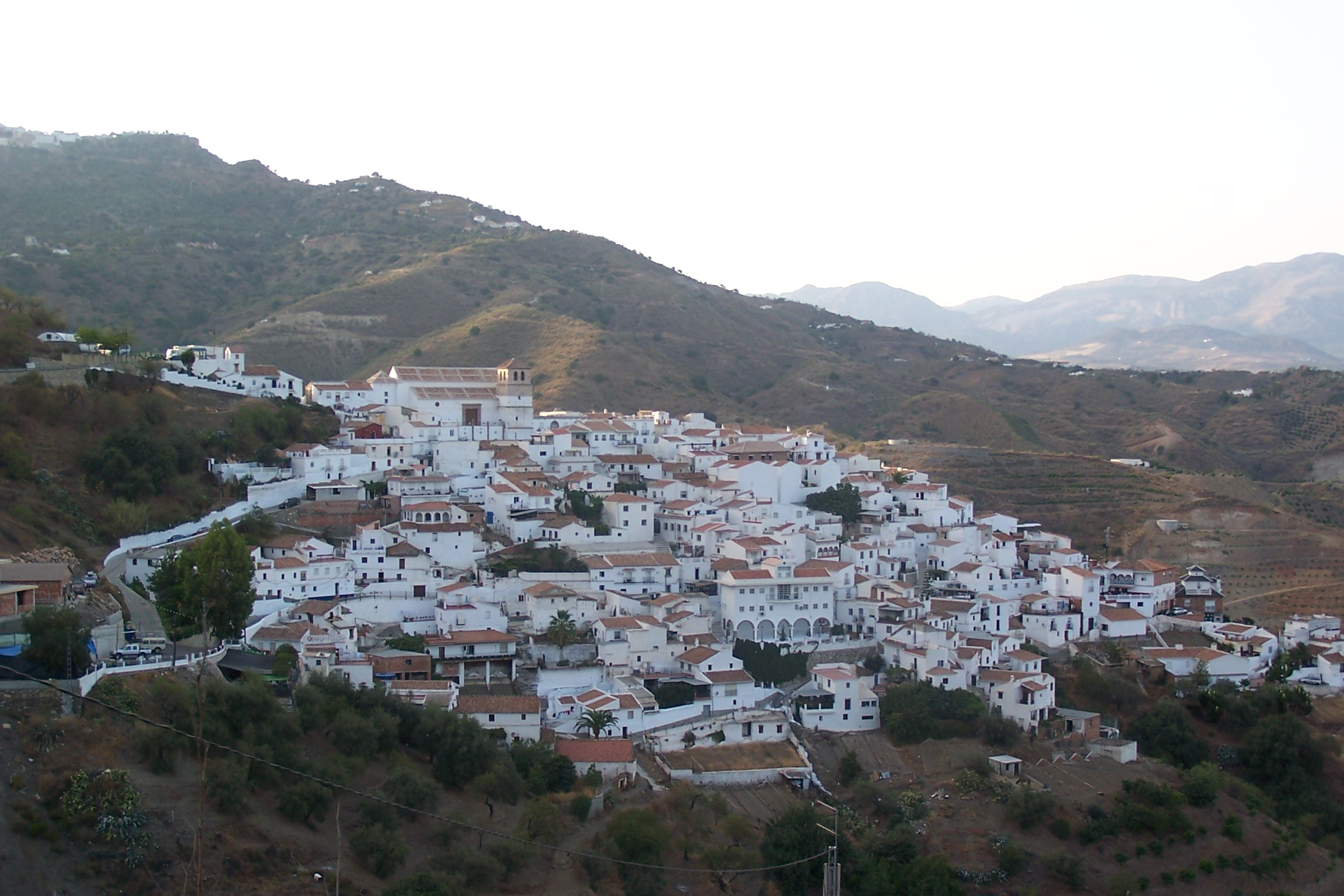
Cútar

- Parroquia Nuestra Señora de la Encarnación. Está enclavada en la parte más alta del pueblo. Su construcción data del siglo XVI, aunque en el siglo XVIII y a mediados del XX sufre dos restauraciones. Es de estilo mudéjar, dividida en tres naves por pilares cruciformes en el interior. Durante el siglo XVIII se realiza el pequeño camarín de la nave de la Epístola y, a finales de siglo, se realiza la pieza más interesante del conjunto, la capilla de estilo rococó con decoración policromada en su arco triunfal. Tras la reforma de 1953 está situada a los pies del templo para albergar a Nuestra Señora de los Ángeles y hoy a San Roque.
- Restos arqueológicos. En el Cerro de la Peña del Hierro se han documentado estratos desde el Neolítico hasta el comienzo del Bronce. Correspondiente a los asentamientos de la Edad Antigua se han encontrado restos de cerámica y monedas romanas entre el arroyo de Paome y el río Benamargosa. También se han encontrado restos de cerámica, pero de época árabe en el Cerro de Cútar. Se cree que allí se levantó el castillo que dio nombre a la villa.
- Fuente árabe. Al sur del pueblo se encuentra una construcción cuadrada con vanos, rematada en bóveda interiormente, donde está la fuente árabe. Se encuentra en perfecto estado y es la única de estas características que se ha encontrado en la zona. Según documentos del siglo XVI, era conocida como "aina alcaharia", que significa la Fuente de la Alquería.
- Salto del Negro. La frondosidad de los parajes naturales que rodean el cercano pueblo de Benamargosa son de gran belleza, dada la cantidad de arroyuelos que circundan el municipio. Esto además produce unos rincones únicos por la zona como el del Salto del Negro. Para llegar a este lugar podemos hacer una ruta a pie hasta Comares, siguiendo el cauce del río hasta los alrededores del Salto del Negro y la Zubia, en el término de Cútar.

### Fiestas
- San Roque. Es una de las fiestas más populares y son en honor de san Roque que se celebran en el fin de semana más cercano al 17 de agosto. El viernes por la noche se elige a la reina de las fiestas, reina infantil y al míster. El sábado, a las doce de la mañana se celebrará una Santa Misa en honor de san Roque y la Virgen de los Ángeles. Por la tarde hay carreras de cintas y procesión de los patrones. El día está repleto de actuaciones que culminan con la traca final a las cinco de la madrugada
- Fiesta del Monfí. Fiesta mora que se celebra a mediados de octubre. La Fiesta del Monfí se refiere no sólo a la cultura morisca, sino al carácter de "perseguidos" que sufrieron aquellos primeros vecinos de estas tierras: la palabra monfí (munfi منفي en árabe) significa proscrito.
- Fiestas en honor a Nuestra Señora de la Milagrosa. Estas fiestas se celebran cada verano, a finales de julio, en la pedanía de Salto del Negro. Son días para el disfrute de los habitantes del núcleo y visitantes, que podrán disfrutar de diversas actuaciones, degustaciones, y actividades propias de eventos de estas características.
- Todos los Santos. La Gente acude al Cementerio Local para depositar flores junto a sus seres queridos.

### Artesanía
Cútar ofrece una artesanía peculiar, profundamente rústica, del esparto y de la madera.

### Gastronomía
Respecto a la gastronomía, las especialidades culinarias propias del pueblo consisten en una forma peculiar de preparar el con garbanzos y chorizo que es una variedad de esta sopa propia de la localidad. También encontramos especialidades propias de la comarca de la Axarquía, como son la sopa de maimones, el gazpacho o el ajoblanco. En el capítulo de los dulces cabe destacar las tortas de leche. Las tierras de Cútar producen un vino dulce de primerísima calidad que no puede faltar a la mesa. En el pueblo lo podemos comprar en cualquier establecimiento o probarlo en casa de particulares, las tortas de leche y el vino moscatel.

## Deporte
El municipio cuenta con varias instalaciones deportivas:
- Campo de fútbol 7.
- Pista polideportiva.
- Sala de musculación.

En la actualidad se realizan diversas actividades deportivas tales como:
- Gimnasia de mantenimiento para adultos.
- Gimnasia de mantenimiento para mayores.
- Escuela deportiva de fútbol.
- Clases de multideporte para niños.
- Clases de aerobic, cardio y musculación.

Se celebran durante el año, varios eventos deportivos:
- Torneo de tenis.
- Torneo de petanca.
- Mes deportivo (tenis de mesa, baloncesto 2x2, fútbol 2x2, vóley 3x3, dardos, etc.).
- Actividades deportivas Semana de Cultura (tenis de mesa, baloncesto 2x2, fútbol 2x2, vóley 3x3, dardos, etc.).

Además se realizan habitualmente salidas de senderismo y participan en distintos programas de la Diputación Provincial de Málaga.
Existen dos equipos de fútbol sala, uno que está consolidado (y que ha cosechado distintos títulos y trofeos en la zona de la Axarquía) y otro de reciente creación.